# Auxy (Saône-et-Loire)
Auxy település Franciaországban, Saône-et-Loire megyében. Lakosainak száma 910 fő (2022. január 1.). Auxy Sully, Antully, Autun, Curgy, Morlet, Saint-Émiland és Tintry községekkel határos.

## Népesség
A település népességének változása:
| Lakosok száma | 981  | 966  | 975  | 934  | 922  | 914  | 901  | 906  | 910  |
|               | 2013 | 2015 | 2016 | 2017 | 2018 | 2019 | 2020 | 2021 | 2022 |